# Kurt Paupié
Kurt Paupié (* 22. August 1920 in Linz; † 6. Dezember 1981 in Klosterneuburg) war ein österreichischer Professor für Zeitungswissenschaft an der Universität Wien.

## Leben
Kurt Paupié schloss sich in seiner Jugend der damals illegalen nationalsozialistischen Bewegung an. Nach dem Kriegsdienst in der Sturmabteilung (SA) studierte Paupié Medizin in Graz und Bonn und im Anschluss Zeitungswissenschaften und Neuere Geschichte in Wien. Paupié promovierte 1949 an der Universität Wien mit einer Arbeit über Moritz Szeps zum Doktor der Philosophie. 1954 wurde Paupié Assistent am Institut für Zeitungswissenschaften an der Universität Wien, 1956 legte er seine Habilitation vor, 1957 wurde er Privatdozent. 1969 bis 1981 war er als Nachfolger der beiden kommissarischen Institutsleiter Heinrich Benedikt (1958–1962, Historiker) und Herbert W. Duda (Orientalist) Vorstand des 1939 gegründeten Instituts für Zeitungswissenschaft.
Während Paupiés Zeit als Institutsvorstand erfolgte eine Abkehr von der im Anschluss an die NS-Propaganda-Ausbildung gepflegten und bis 1962 dominierenden pressegeschichtlichen Orientierung. Paupié vollzog, unterstützt von einer neuen, kritischen Assistenten- und Studentengeneration, den Übergang von der pressehistorischen Zeitungswissenschaft zur empirisch-analytischen Kommunikationswissenschaft. Sein unter Mitwirkung zahlreicher Helfer erstelltes zweibändiges Handbuch der österreichischen Pressegeschichte wird heute noch viel zitiert. Als Vorständin des Instituts folgte ihm Marianne Lunzer nach.

## Werke
- Moritz Szeps. Persönlichkeit, Werk und Beziehungen zum Kaiserhaus. Wien, Univ., Diss., 1949
- Die Nachricht als Funktionsmittel menschlicher Kommunikation. Nachgewiesen an Hand der optischen Erscheinungsformen der Zeitung. Wien, Univ., Habil.-Schr., 1956
- Handbuch der österreichischen Pressegeschichte 1848–1959. Wien, Braumüller, 1960/1966